# Papirus 90
Papirus 90 (według numeracji Gregory-Aland), oznaczany symbolem {\displaystyle {\mathfrak {P}}^{90}} – wczesny grecki rękopis Nowego Testamentu, spisany w formie kodeksu na papirusie. Paleograficznie datowany jest na II wiek. Zawiera fragmenty Ewangelii według Jana.

## Opis
Zachowały się tylko fragmenty jednej karty Ewangelii według Jana (18,36-19,7). Oryginalna karta miała rozmiary 12 na 16 cm. Tekst pisany jest w 24 linijkach na stronę, skryba miał rękę wprawioną w pisaniu dokumentów. Nomina sacra pisane są skrótami.
Kurt Aland zaliczył go do jedenastu wczesnych rękopisów Ewangelii Jana.

## Tekst
Tekst grecki reprezentuje aleksandryjską tradycję tekstualną (proto-aleksandryjski). Kurt Aland zaklasyfikował go do kategorii II. Tekstualnie najbliższy jest do Papirusu Bodmer II ({\displaystyle {\mathfrak {P}}^{66}}), bliski też jest dla Kodeksu Synajskiego.

## Historia
Rękopis znaleziony został w Egipcie, w Oksyrynchos. Na liście rękopisów znalezionych w Oxyrhynchus fragment zarejestrowany został pod numerami 3523. Tekst rękopisu opublikowany został w 1983 roku. Aland umieścił go na liście rękopisów Nowego Testamentu, w grupie papirusów, dając mu numer 90.
Rękopis datowany jest przez INTF na II wiek. Comfort datuje go na połowę albo koniec II wieku.
T. C. Skeat, wydawca kodeksu, odnotował paleograficzne podobieństwo do Ewangelii Egerton oraz do P. Oxy. 656 (zawiera Księgę Rodzaju), oba z II wieku. Comfort potwierdził tę opinię.
Cytowany jest w krytycznych wydaniach Nowego Testamentu (NA27).
Obecnie przechowywany jest w Sackler Library (Papyrology Rooms, P. Oxy. 3523) w Oksfordzie.